# ماريا فرناندا ألفاريز تيران
ماريا فرناندا ألفاريز تيران (بالإسبانية: María Fernanda Álvarez Terán)‏ مواليد 28 فبراير 1989 في سانتا كروز دي لا سييرا، هي لاعبة كرة مضرب بوليفية بدأت مسيرتها كمحترفة سنة 2006 تلعب باليد اليمنى. أعلى تصنيف لها في تصنيف رابطة محترفات كرة المضرب في الفردي كان المركز الـ 187 في سنة 2009.

## روابط خارجية
- ماريا فرناندا ألفاريز تيران على موقع رابطة محترفات التنس (الإنجليزية)
- ماريا فرناندا ألفاريز تيران على موقع الاتحاد الدولي لكرة المضرب (الإنجليزية)
- ماريا فرناندا ألفاريز تيران على موقع كأس بيلي جين كينغ (الإنجليزية)
- ماريا فرناندا ألفاريز تيران على موقع خلاصة التنس.كوم (الإنجليزية)